# Martin Charles Golumbic
Martin Charles Golumbic (né le 30 septembre 1948 à Érié) est un mathématicien et informaticien connu pour ses recherches sur les graphes parfaits, le problème du sandwich de graphes, l'optimisation de compilateurs et le raisonnement spatio-temporel. Il est professeur émérite d'informatique à l'université de Haïfa. Il est le fondateur de la revue Annals of Mathematics and Artificial Intelligence.

## Biographie
Golumbic étudie les mathématiques à l'université d'État de Pennsylvanie ; il y obtient en 1970 une licence et une maîtrise. Il obtient son Ph. D. à l'université Columbia en 1975, avec une thèse intitulée « Comparability Graphs and a New Matroid » supervisée par Samuel Eilenberg.
Il est professeur assistant au Courant Institute of Mathematical Sciences de l'université de New York de 1975 à 1980, date à laquelle il rejoint les laboratoires Bell. De 1983 à 1992, il travaille pour IBM Research en Israël et, de 1992 à 2000, il est professeur de mathématiques et d'informatique à l'université Bar-Ilan. Il rejoint l'université de Haïfa en 2000, où il fonde l'Institut Césarée Edmond Benjamin de Rothschild pour les applications interdisciplinaires de l'informatique,. 
En 1989, Golumbic fonde le Symposium Bar-Ilan sur les fondements de l'intelligence artificielle, une conférence sur l'intelligence artificielle en Israël. En 1990, Golumbic devient le fondateur et rédacteur en chef  de la revue Annals of Mathematics and Artificial Intelligence, publiée par Springer.
Golumbic est connu pour son livre Algorithmic Graph Theory and Perfect Graphs et a aussi publié une édition commentée du livre d'André Sainte-Laguë intitulée The zeroth book of graph theory

## Distinctions
Golumbic est élu fellow de l'Association européenne pour l'intelligence artificielle en 2005, et membre élu de l'Academia Europaea en 2013.
Lors du Symposium Bar-Ilan sur les fondements de l'intelligence artificielle en 2019, Golumbic a reçu le prix Lifetime Achievement and Service Award de l'Association israélienne pour l'intelligence artificielle

## Publications (sélection)
Livres
- avec André Sainte-Laguë, The zeroth book of graph theory : An annotated translation of Les réseaux (ou graphes) – André Sainte-Laguë (1926), Springer, coll. « Lecture Notes in Mathematics — Sous-série : History of Mathematics » (no 2261), 2021, xii + 122 (ISBN 978-3-030-61419-5 et 978-3-030-61420-1, zbMATH 1454.05005).
- Algorithmic Graph Theory and Perfect Graphs, Amsterdam, Academic Press 1980, Elsevier, coll. « Annals of Discrete Mathematics » (no 57), 2004, 2e éd., xxvi + 314 (ISBN 0-444-51530-5)[8]
- avec Ann Trenk, Tolerance Graphs, Cambridge University Press, coll. « Cambridge Studies in Advanced Mathematics » (no 89), 2004, xii + 265 (ISBN 0-521-82758-2, zbMATH 1091.05001)[9]
- Fighting Terror Online : The Convergence of Security, Technology, and the Law, Springer, 2008, xiii+178 (ISBN 978-0-387-73577-1)[10]

Articles
- David Bernstein, Dina Q. Goldin, Martin C. Golumbic, Hugo Krawczyk, Yishay Mansour, Itai Nahshon et Ron Y. Pinter, « Spill code minimization techniques for optimizing compliers », ACM SIGPLAN Notices, vol. 24, no 7,‎ 1989, p. 258–263 (ISSN 0362-1340, DOI 10.1145/74818.74841)
- Martin C. Golumbic et Ron Shamir, « Complexity and algorithms for reasoning about time », Journal of the ACM, vol. 40, no 5,‎ novembre 1993, p. 1108–1133 (DOI 10.1145/174147.169675, MR 1368960)
- Paul W. Goldberg, Martin C. Golumbic, Haim Kaplan et Ron Shamir, « Four strikes against physical mapping of DNA », Journal of Computational Biology, vol. 2, no 1,‎ janvier 1995, p. 139–152 (PMID 7497116, DOI 10.1089/cmb.1995.2.139)
- Martin C. Golumbic, Haim Kaplan et Ron Shamir, « Graph sandwich problems », Journal of Algorithms, vol. 19, no 3,‎ 1995, p. 449–473 (DOI 10.1006/jagm.1995.1047, MR 1355650)
- Martin C. Golumbic et Udi Rotics, « On the clique-width of some perfect graph classes », International Journal of Foundations of Computer Science, vol. 11, no 3,‎ 2000, p. 423–443 (DOI 10.1142/S0129054100000260, MR 1792124)